# Giardino Hotels
Die Giardino Hotels sind Hotels der Schweizer Giardino Group AG mit Sitz in Beckenried, Kanton Nidwalden. Sie sind aus dem ersten Hotel der Giardino Group, dem Giardino Ascona im Schweizer Kanton Tessin hervorgegangen.

## Unternehmensgeschichte
Das Giardino Ascona wurde im Jahre 1986 durch den Hotelier Hans C. Leu eröffnet. Hans Leu machte das Fünf-Sterne-Hotel in Ascona zu einem der führenden Häuser des Landes.
Später übergab er die Leitung des Giardino Ascona an Daniela und Philippe Frutiger, die beide einen grossen Teil ihres Karriere im Giardino Ascona verbracht hatten. Das Ehepaar gründete mit zwei weiteren Geschäftspartnern die Giardino Group, zu der heute neben dem Giardino Ascona auch das Giardino Lago, ein Palazzo in Minusio am Lago Maggiore und das Resort Giardino Mountain in Champfèr nahe St. Moritz gehören. Im Dezember 2015 wurde das Portfolio mit der Eröffnung des Atlantis by Giardino in Zürich erweitert. 2020 wurde das Hotel Atlantis by Giardino dann von den Eigentümern verkauft und wird seit dem nicht mehr seitens der Giardino Gruppe geführt.
Beide Fine-Dining-Restaurants Ecco in Ascona und St. Moritz unter Leitung des Küchenchefs Reto Brändli in den Giardino Hotels tragen zwei Michelin-Sterne und 18 Punkte im Gault Millau.